# Cool World (film)
Cool World is een Amerikaanse film noir en comedy uit 1992 waarin animatie gecombineerd wordt met gewone film. Cool World werd geregisseerd door Ralph Bakshi.

## Synopsis
Het verhaal speelt zich af in de getekende wereld Cool World. Deze is gecreëerd door Jack Deebs, een striptekenaar die zijn straf uitzit in de gevangenis. Hij wordt steeds deze wereld ingezogen en geniet van het leven daar. Hij wordt verleid door de mooie femme fatale Holli Would. Zij wil net als de andere toons seks met hem om op die manier echt te worden en naar de echte wereld reizen. Dit terwijl Jack juist in de getekende wereld wil leven.
Frank, de inspecteur van de Cool World Police, is de enige andere echte persoon. Hij is 50 jaar eerder Cool World ingezogen door een fout van een gestoorde professor die zelf naar de echte wereld reisde. Hij verbiedt seks tussen mensen en toons omdat dit zowel Cool World als de echte wereld in gevaar brengt.
Jack en Holli hebben seks en reizen als echte mensen terug naar de echte wereld. Ze komen in Las Vegas terecht waar de gestoorde professor tegenwoordig als casino-eigenaar leeft. Hij heeft een magische vonk (die hij destijds gebruikte om naar de echte wereld te reizen) op het dak van het casino geplaatst.
Holli klimt op het dak om de vonk te pakken waardoor ze ongekende macht zal krijgen. Frank probeert haar nog tegen te houden maar valt naar beneden. Holli begint met de vonk de echte wereld in een cartoonwereld te veranderen. Jack verandert in een Superman en gebruikt zijn kracht om de vonk af te pakken en plaatst deze terug op het dak. Door de kracht van de vonk blijken Jack en Holli samen in een stripverhaal terecht te zijn gekomen, precies zoals Jack had gewild. Frank is terug in Cool World en verandert in een animatiefiguur waardoor hij eindelijk seks kan hebben met zijn vriendin.

## Rolverdeling
| Acteur            | Personage                                                  | Nota             |
| ----------------- | ---------------------------------------------------------- | ---------------- |
| Gabriel Byrne     | Jack Deebs                                                 |                  |
| Kim Basinger      | Holli Would                                                | stem+live-action |
| Brad Pitt         | Inspecteur Frank Harris                                    | live-action+stem |
| Michele Abrams    | Jennifer Malley                                            |                  |
| Deirdre O'Connell | Isabelle Malley                                            |                  |
| Charlie Adler     | Nails                                                      | stem             |
| Michael Lally     | Sparks                                                     | stem             |
| Joey Camen        | Slash / Holli's deur / Ondervrager #1                      | stemmen          |
| Candi Milo        | Lonette, Franks vriendin in Cool World / Bob               | stemmen          |
| Maurice LaMarche  | Doctor Vincent "Vegas Vinnie" Whiskers / Mash / Super Jack | stemmen          |
| Gregory Snegoff   | Bash                                                       | stem             |
| Patrick Pinney    | Chico                                                      | stem             |
| Jenine Jennings   | Craps-spelend konijn                                       | stem             |
| Janni Brenn-Lowen | Agatha Rose Harris, Franks moeder                          |                  |
| Frank Sinatra Jr. | zichzelf                                                   |                  |